# Lajos Ohrenstein
Lajos Ohrenstein – węgierski zapaśnik walczący w stylu klasycznym.
Srebrny medalista mistrzostw Europy w 1914 roku.